# Casper Stevenson

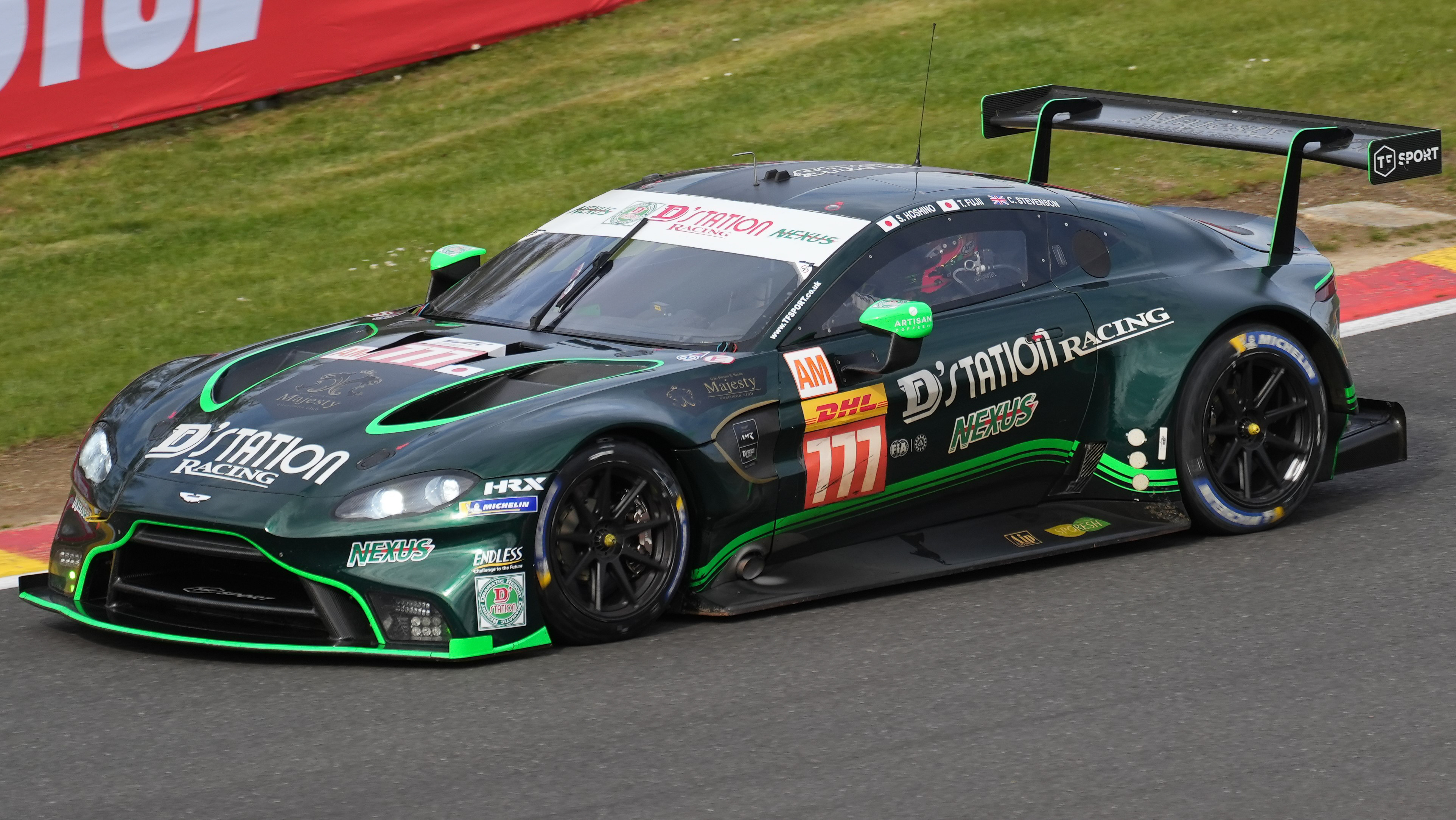
Der von Casper Stevenson beim 6-Stunden-Rennen von Spa-Francorchamps 2023 gefahrene Aston Martin Vantage AMR

Casper Stevenson (* 22. April 2003 in London) ist ein britischer Autorennfahrer.

## Karriere als Rennfahrer
Casper Stevenson kam über die Ginetta Junior Championship, wo er 2019 den sechsten Endrang belegte 2020 in die Formel 4. Die Britische Formel-4-Meisterschaft dieser Monoposto-Nachwuchsserie beendete er in diesem Jahr an der dritten Stelle der Jahreswertung. 2021 startete er in der Euroformula Open und wechselte 2022 in den GT-Sport.
2023 gab er sein Debüt in der FIA-Langstrecken-Weltmeisterschaft, wo er mit einem Aston Martin Vantage AMR beim 1000-Meilen-Rennen von Sebring den 27. Rang im Schlussklassement erreichte. 

## Statistik

### Le-Mans-Ergebnisse
| Jahr | Team             | Fahrzeug                 | Teamkollege    | Teamkollege     | Platzierung | Ausfallgrund |
| ---- | ---------------- | ------------------------ | -------------- | --------------- | ----------- | ------------ |
| 2023 | D'station Racing | Aston Martin Vantage AMR | Tomonobu Fujii | Satoshi Hoshino | Ausfall     | Elektrik     |
| 2025 | Kessel Racing    | Ferrari 296 GT3          | Takeshi Kimura | Daniel Serra    | Rang 40     |              |

### Sebring-Ergebnisse
| Jahr | Team                 | Fahrzeug                         | Teamkollege | Teamkollege       | Platzierung | Ausfallgrund |
| ---- | -------------------- | -------------------------------- | ----------- | ----------------- | ----------- | ------------ |
| 2025 | Heart of Racing Team | Aston Martin Vantage AMR GT3 Evo | Tom Gamble  | Zacharie Robichon | Rang 29     |              |

### Einzelergebnisse in der FIA-Langstrecken-Weltmeisterschaft
| Saison | Team             | Rennwagen                | 1   | 2   | 3   | 4   | 5   | 6   | 7   | 8   |
| ------ | ---------------- | ------------------------ | --- | --- | --- | --- | --- | --- | --- | --- |
| 2023   | D'station Racing | Aston Martin Vantage AMR | SEB | POR | SPA | LEM | MON | FUJ | BAH |     |
| 2023   | D'station Racing | Aston Martin Vantage AMR | 27  | DNF | 28  | DNF | DNF | 32  | 23  |     |
| 2025   | Kessel Racing    | Ferrari 296 GT3          | KAT | IMO | SPA | LEM | SAO | AUS | FUJ | BAH |
| 2025   | Kessel Racing    | Ferrari 296 GT3          | 40  |     |     |     |     |     |     |     |